# Korgun (district)
Korgun is een Turks district in de provincie Çankırı en telt 3.613 inwoners (2007). Het district heeft een oppervlakte van 556,8 km². Hoofdplaats is Korgun.
De bevolkingsontwikkeling van het district is weergegeven in onderstaande tabel.
| 1997  | 2000  | 2007  |
| ----- | ----- | ----- |
| 7.349 | 8.911 | 3.613 |

Centrale districtsplaats (İlçe Merkezi): Korgun
Gemeenten (Beldeler): Geen
Dorpen (Köyler):
Buğay · Çukurören · Dikenli · Gümüşdüven · Ildızım · İkiçam · Karatekin · Karatepe · Kayıçivi · Kesecik · Maruf · Yolkaya